# Gustav Floerke

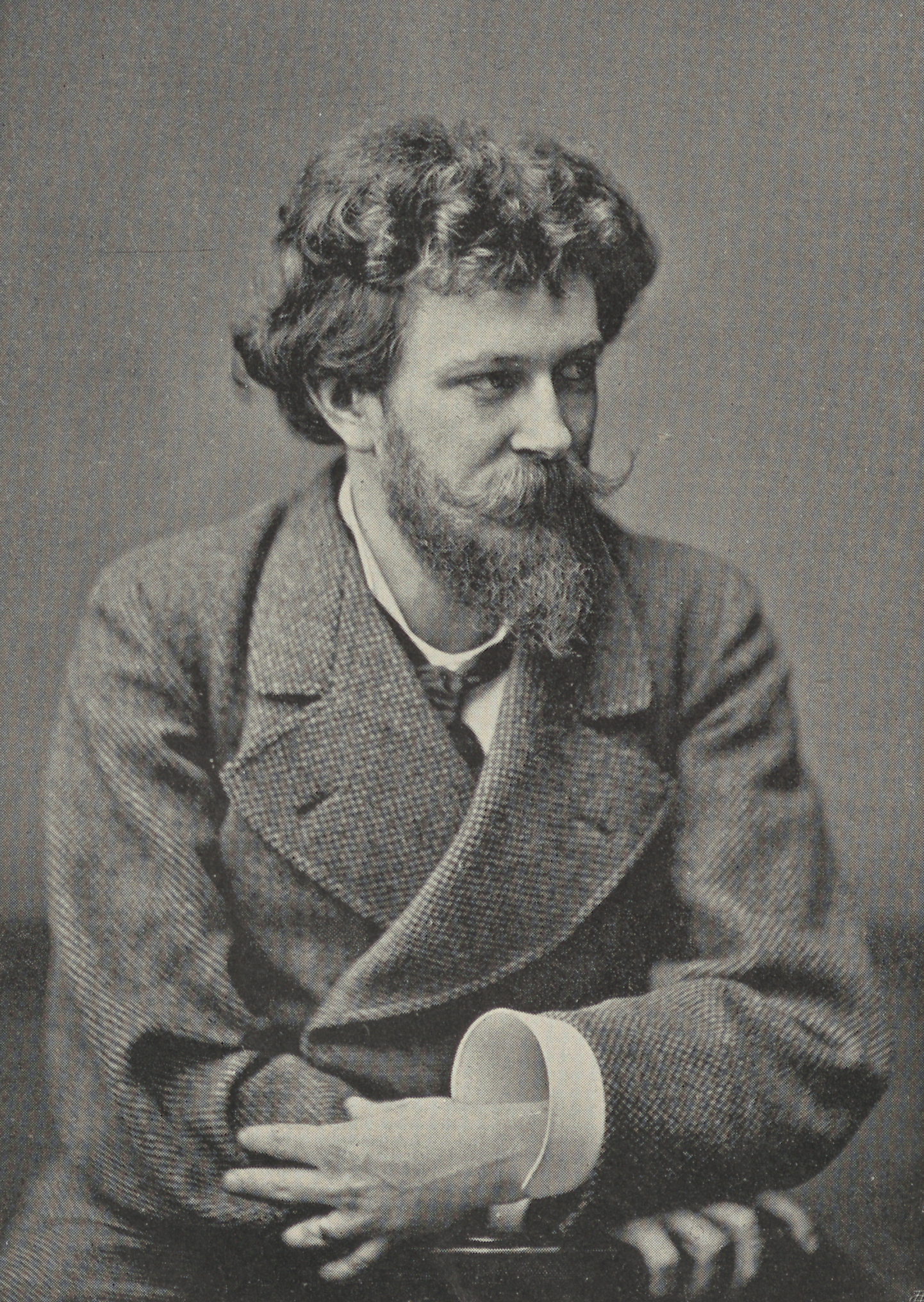
Gustav Floerke

Gustav Floerke (* 4. August 1846 in Rostock; † 15. Oktober 1898 ebenda) war ein deutscher Schriftsteller und Kunsthistoriker.

## Leben
Gustav Floerke war der Sohn des Senators Gustav Floerke. Er studierte an der Universität Rostock und der Universität Jena Rechtswissenschaft. 1867 wurde er im  Corps Guestphalia Jena recipiert. Unter dem Einfluss von Friedrich Eggers wechselte er zur Kunstgeschichte. Im 30. Infanterie-Regiment nahm er als Vizefeldwebel am Deutsch-Französischen Krieg teil. Mit der schon in Rostock begonnenen Doktorarbeit wurde er in Rostock zum Dr. phil. promoviert. Er ging an die Friedrich-Wilhelms-Universität zu Berlin und die Ludwig-Maximilians-Universität München. In München befreundete er sich mit Heinrich von Reder. Im Frühjahr 1871 ging er nach Italien. Er wurde nur 52 Jahre alt und hinterließ den Sohn Hanns Floerke.

## Veröffentlichungen
- Die vier Parochial-Kirchen Rostocks. Ein Beitrag zur Geschichte des Backsteinbaues in der norddeutschen Tiefebene (nebst 16 Blättern Skizzen). Als Anhang: Ansicht der Stadt Rostock aus dem 16. Jahrhundert mit einem Gedicht von Hans Sachs und Erläuterung. Rostock 1872.
- Die Volkskerin. 1873.
- Die Insel der Sirenen: Capresische Dorfgeschichten. Bassermann 1879.
- Italisches Leben: Geschichten und Abenteuer aus alten Skizzenbüchern. Cotta 1890.
- Sommerfäden: Hundstage in Italien. 1896.
- Zehn Jahre mit Böcklin. Aufzeichnungen und Entwürfe. Hrsg. von Hanns Floerke. München 1901.
- Arnold Böcklin und seine Kunst. Bruckmann 1921 (Digitalisat).